# Oreophryne brevirostris
Oreophryne brevirostris är en groddjursart som beskrevs av Zweifel, Cogger och Richards 2005. Oreophryne brevirostris ingår i släktet Oreophryne och familjen Microhylidae. IUCN kategoriserar arten globalt som otillräckligt studerad. Inga underarter finns listade i Catalogue of Life.